# Александру Емануел Лаховари
Александру Емануел Лаховари (на румънски: Alexandru Emanuel Lahovari) е румънски политик и дипломат от края на XIX и началото на XX век.

## Биография
През 1904 година Лаховари е консул на Румъния в Битоля и пълномощен министър в Цариград.
В резултат от активните действия на Лаховари като посланик на Кралство Румъния в Цариград на 22 май 1905 година администрацията на Абдул Хамид II признава наличието на румънски миллет в Османската империя. На новопризнатата народност е позволено да отваря румънски училища и църкви сред куцовласите в Македония, Епир и Тесалия – арумъни и мъгленорумъни, много от които са преселени в Южна Добруджа след края на Първата световна война.
По време на Първата световна война и Парижката мирна конференция Лаховари служи като румънски пълномощен министър последователно в Берн и Рим и активно лобира за присъединяване на Банат към Велика Румъния.